# الکساندرا، بخش جیدرزجو
الکساندرا، بخش جیدرزجو (به لاتین: Aleksandrów, Jędrzejów County) یک منطقهٔ مسکونی در لهستان است که در Gmina Sędziszów واقع شده‌است.

## خصوصیات
الکساندرا ۷۷ نفر جمعیت دارد.